# KyivNotKiev

キャンペーンロゴ

KyivNotKiev（キーウはキエフではない、の意）は、ウクライナ外務省(MFA)が、15人のメンバーからなるコミュニケーション戦略センター「StratComUkraine」と共に、2018年10月2日に開始したオンラインキャンペーンである。このキャンペーンは、ウクライナ国外のメディアや組織に、ウクライナの首都の音訳として、ロシア語の「Киев」由来の英語表記「Kiev」(キエフ)ではなく、ウクライナ語の「Київ」に由来する「Kyiv」(キーウ
)を独占的に使用するように働きかける事を目標としている。
この組織は、ウクライナ語に基づいた音訳の、ウクライナの地名への独占的な使用の促進により、ウクライナのアイデンティティを国際的に主張し、そしてロシア帝国とソビエト連邦の言語的遺物という国際的認識の払拭に寄与する事を企図している。また、このキャンペーンはMFAの広報文化外交部門によって運営されている。
「Kyiv」という音訳を1995年に法的に義務づけたウクライナ政府は、それ以来、その呼称が海外で広く用いられるよう努めてきた。国際的なレベルでは、この音訳は2012年の第10回国際連合地名標準化会議で承認されたものの、大きな影響を与えることはなかった上、2019年より前までは、ウクライナ国外の多くの人々が、名称変更の必要を認識しなかったり、この変更を「ナショナリストが意図的に課したもの」と考えたため、「Kyiv」に表記を変更する組織はほとんど見られなかった。しかし、ロシア・ウクライナ戦争の勃発で、英語版ウィキペディアを含む多くの西側メディアが音訳の切り替えを行った。

## CorrectUA
「KyivNotKiev」キャンペーンは、「CorrectUA」キャンペーンの一環であり、後者はキーウだけでなく、英語名がロシア語に由来する他のウクライナの都市も含めた、広範な英語名はもちろんのこと日本語を含む多言語での変更を提唱している。例えば2019年時点では日本語片仮名表記を、オデッサを「オデサ」に、ハリコフを「ハルキヴ」に、リボフを「リヴィヴ」に、ニコラーイウを「ムィコライヴ」に、ロヴノを「リヴネ」にすると提唱していた。英語圏での表記の歴史に着目すると、「Kiev」は早くも1804年にJohn Caryによってロンドンで出版された「New Universal Atlas」中の「New map of Europe, from the latest authorities」に確認される他、1823年に出版されたMary Holdernessの旅行記「New Russia: Journey from Riga to the Crimea by way of Kiev」にも見られる。加えてオックスフォード英語辞典には、1883年までに「Kiev」が、2018年になって「Kyiv」が引用されている。これらの事例はロシア帝国と続くソ連政府が進めたロシア化政策によって定まったロシア語に基づく音訳が、慣行として維持されてきた事を示している。
このキャンペーンは、「the Ukraine」のようなウクライナ国名の前に定冠詞(the)を使用する事に関する勧告も含んでいる。というのも、定冠詞は独立国の名称にはめったに用いられない一方で、ある国の特定地域の名前の前によく使用されるからである。つまり、国名表記に定冠詞を用い続けることは、多くのウクライナ国民に対して、ウクライナの主権が懐疑的であるような印象を与えることとなったので、ウクライナへのロシアの軍事介入の開始後、この運動は特に強力になった。その一方で、このキャンペーンはポピュリズムに過ぎず、より重要な問題から意識を逸らす為の見せかけだという意見もある。

### KyivNotKiev

#### KyivNotKievキャンペーンの開始
「KyivNotKiev」キャンペーンは、半月間の「マラソン」で始まった。この期間中、MFAが1か2日ごとに公表する外国の報道機関に対し、大挙して「Kiev」に代わって「Kyiv」を用いるようソーシャルネットワーク上で要求し、多数のウクライナ人ソーシャルネットワークユーザーが、アバターに「#KyivNotKiev」と記されたフレームを付けた上で参加したのである。MFAの見解によれば、最も影響力がある10の英語での国際報道機関(ロイター、CNN、BBCニュース、アルジャジーラ、デイリー・メール、ワシントン・ポスト、ニューヨーク・タイムズ、ガーディアン、ウォール・ストリート・ジャーナルおよびユーロニュース)がこの運動の影響を受けたとされる。欧州評議会のウクライナ代表ドミトロ・クレーバや、ヴェルホーヴナ・ラーダの成員であるYehor Sobolievなど、ウクライナ政府の高官も参加したこのキャンペーンは、数千人のウクライナ人の支持を得、ハッシュタグ「#KyivNotKiev」は1,000万人以上のソーシャルネットワークユーザーの目に入った。また、この「マラソン」の最中もしくは直後にBBCとガーディアンが「Kyiv」の使用を開始した。その後、キャンペーンは「Kiev」の名称がほぼ独占的に使用されていた外国の空港に運動の焦点を変えた。

#### KyivNotKievキャンペーンの結果
キャンペーン開始後、「Kiev」に代わり「Kyiv」がBBCのような英語系放送局、ガーディアン、AP通信、ウォール・ストリート・ジャーナル、グローブ・アンド・メール、ワシントン・ポスト、フィナンシャル・タイムズ、エコノミスト、デイリー・テレグラフ、ニューヨーク・タイムズ、およびその他の外国メディアによって用いられ始めた。 また「Kyiv」呼称が一部の国際機関でも採用された。
2019年6月米国国務省、在アメリカ合衆国ウクライナ大使館、在アメリカ合衆国ウクライナ人組織の要請により、米国地理名委員会は「Kyiv」を唯一の正式名前として公的に採用した為、以後米国連邦政府は「Kyiv」のみを使用することとなった。それ以前は「Kiev」と「Kyiv」の両方が用いられていた。
キャンペーンの目的の一つに、世界中の国際空港に対し「Kiev」から「Kyiv」への名称切り替えを行わせることが存在していた。国際航空運送協会(IATA)と国際民間航空機関(ICAO)のリストには「Kiev」の名称で指定されているとして、以前は空港のほとんどが変更を拒否していたが、2019年10月、IATAが米国地名委員会の決定に従って「Kyiv」に変更した。キャンペーン開始以来「Kyiv」がIATAに採用される前からも、世界中の63の空港と3つの航空会社（2020年1月現在）が「Kyiv」を使用し始めており、その中には、トロント・ピアソン国際空港、ロンドン・ルートン空港、マンチェスター空港、フランクフルト空港、およびバルセロナ＝エル・プラット空港が含まれている。
また2020年9月、英語版ウィキペディアは「Kiev」から「Kyiv」に表記を切り替えた。